# Vígdis Kristiansdóttir
Vígdis Kristiansdóttir (* 24. Mai 1983) ist eine ehemalige färöische Fußballspielerin auf der Position des Torwarts.

## Karriere
Kristiansdóttir spielte von 1999 bis 2000 bei KÍ Klaksvík. Sie kam dort nur auf drei Einsätze. Ihr Debüt gab sie am 17. Spieltag der Saison 1999 im Alter von 16 Jahren bei der 1:3-Auswärtsniederlage gegen VB Vágur. 2000 erreichte sie an der Seite von Rannvá Biskopstø Andreasen, Malena Josephsen, Annelisa Justesen, Bára Skaale Klakstein und Ragna Biskopstø Patawary das Double aus Meisterschaft und Pokal und verließ nach dem Ende der Saison den Verein.

## Erfolge
- 1× Färöischer Meister: 2000
- 1× Färöischer Pokalsieger: 2000